# Joseph Cornelius O’Rourke

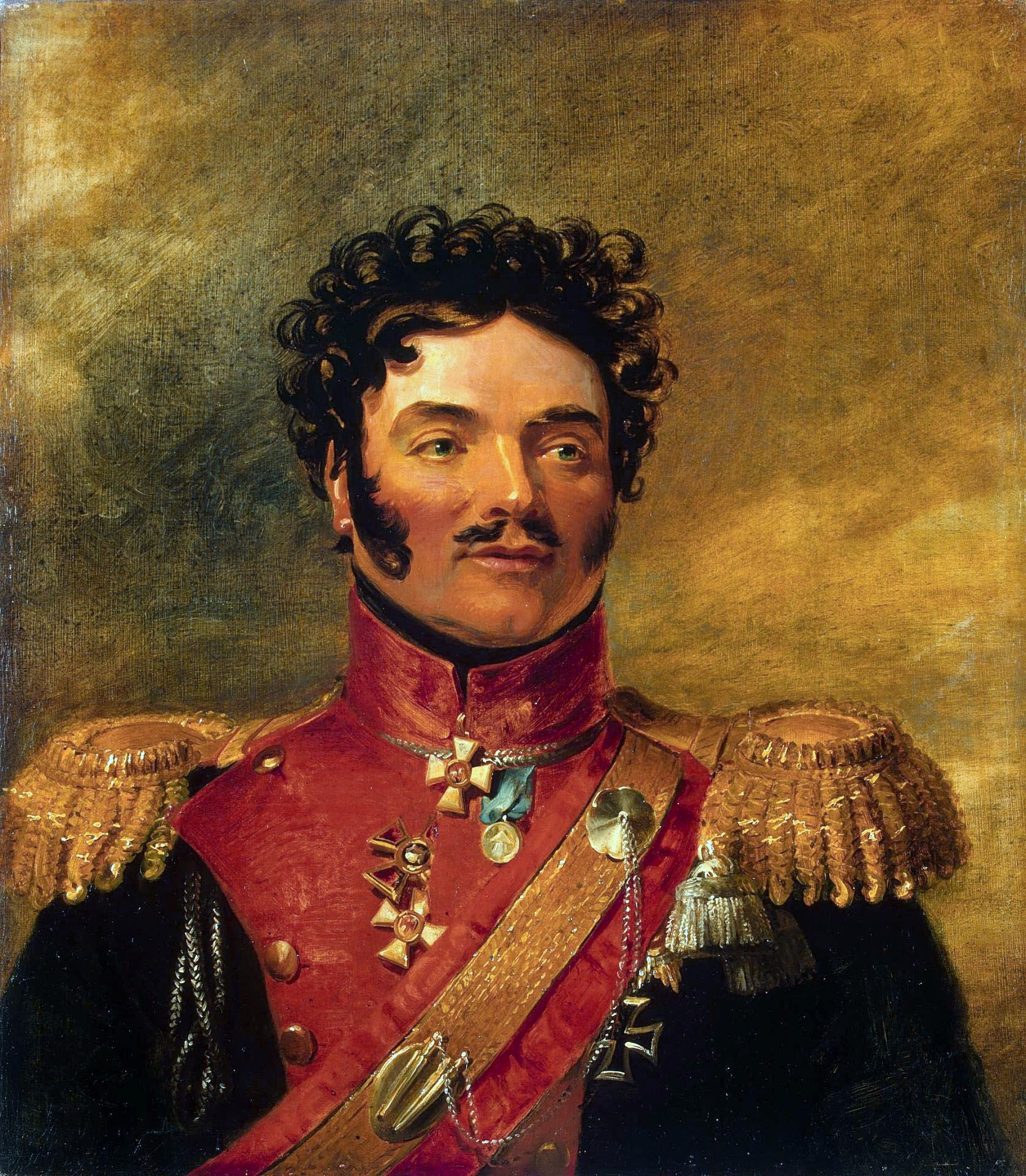
Joseph Cornelius, Porträt von George Dawe

Joseph Cornelius O’Rourke (russisch Иосиф Корнилович Орурк, Граф О’Рурк; * 1772; † 10. März 1849 in Wsielub in der Provinz Grodno) war ein während der Koalitionskriege ein hoch dekorierter russischer Kavallerieführer, dessen Vorfahren aus Irland stammten und der 1841 zum General der Kavallerie ernannt wurde.

## Leben
Er stammte aus der alten irischen Adelsfamilie O’Rourke. Sein Vater siedelte um 1750 in der Regierungszeit von Kaiserin Elisabeth Petrowna nach Dorpat im Kaiserreich Russland um und erreichte im russischen Militärdienst den Rang des Generalmajors. Die Mutter war eine geborene Gräfin Stewart.
Als Junge wurde im 1. Garde-Kavallerie-Regiment eingeschrieben und später als Fähnrich im Ismailowsker Leibgarde-Regiment aufgenommen. 1790 wurde er zum Hauptmann befördert. Im Verband des Pskower Dragoner-Regiments nahm er am Russisch-Schwedischen Krieg von 1788–90 teil und bekämpfte Ende 1794 die Aufständischen in Polen. Er wechselte 1797 in das Husaren-Regiment von Pawlograd und wurde im folgenden Jahr zum Major ernannt. Er nahm 1799 am italienischen Feldzug unter Suworow teil und wurde 1800 zum Oberstleutnant befördert. Er beteiligte sich danach an der Spitze zweier Staffeln Pawlograder und Mariupoler-Husaren an den Kriegen der dritten und vierten Koalition gegen Napoleon. Im Feldzug von 1805 zeichnete er sich beim Gefecht von Schöngrabern (Hollabrunn) aus. Am 12. Januar 1806 erhielt den des Orden Heiligen Georg 4. Klasse, nahm an der Schlacht bei Preußisch Eylau teil und wurde am 23. März 1806 zum Oberst befördert.
Am 28. April 1807 wurde er zum Chef des 6. Lancier-Regiments von Wolynski ernannt, bei dessen Formierung er die Hauptrolle innehatte. Mit diesem Regiment kämpfte, der am 22. Juli 1810 zum Generalmajor befördert worden war, gegen die Türken. Er nahm an den Schlachten von Turtukai und Varvarin sowie an der Erstürmung von Kalafat und Bani teil. Am 28. November 1810 wurde er mit dem Orden des Heiligen Georg 3. Klasse ausgezeichnet. Die Feindseligkeiten gegen die Pforte wurden eingestellt, als die Verhandlungen zum Frieden von Bukarest begannen. Am 4. Februar 1811 wurde er Kommandeur der 20. Kavallerie-Brigade der 6. Kavallerie-Division und erhielt danach den goldenen Säbel mit der Aufschrift „Für Tapferkeit“ mit Diamanten.
Mit Beginn des Vaterländischen Krieges wurde er im Juni 1812 nach Belarus gerufen, wo er die Avantgarde der 1. Westarmee übernahm. Nach der Vertreibung Napoleons aus Moskau beteiligte sich seine Reiterei an der Verfolgung der Franzosen. Am 12. November erhielt er den Befehl mit seiner Reiterei die Beresina bei Borissow zu erreichen und die Franzosen bei der Überquerung des Flusses zu stören, bis die Armee unter General Tschitschagow eingetroffen war. Am 17. November zum Führer der Kavallerie der 3. Westarmee ernannt, erhielt er das Kommando über 62 Reiter-Schwadronen, mit denen er die Franzosen über Molodetschno, Wilna und Kowno in das Fürstentum Warschau verfolgte und 180 aufgegebene Kanonen der Franzosen erbeutete. Als die russischen Truppen Anfang 1813 über die Grenze von Deutschland vordrangen, wurde ihn neuerlich eine starke Vorhut anvertraut, mit der er zwischen den Städten Crossen an der Oder und Dresden operierte. Im Feldzug von 1813 kämpfte er unter General Wittgenstein an der Oder, wo er mit seiner Kavallerie die Festung Magdeburg einschloss. Nach einer Reihe erfolgreicher Aktionen gegen die französischen Truppen blockierte er mit 5.000 Preußen die französische Garnison in Merseburg.
Danach agierte er einige Zeit mit einer unabhängigen Kavalleriedivision und wurde im Juli der Nordarmee unter Bernadotte zugeteilt, mit der er an mehreren großen Schlachten teilnahm. Seine eigenständigen Angriffe in den Kämpfen vom 5. bis 7. Oktober in der Nähe von Leipzig wurden vom Zaren genehmigt. Danach beteiligte er sich Mitte Oktober 1813 an der Schlacht bei Leipzig und führte einen Kavallerie-Angriff. Nach der Schlacht verfolgte seine Kavallerie die Franzosen nach Kassel, seine Erfolge brachten ihm die Beförderung zum Generalleutnant ein. Ende Dezember 1813 wurde er zum Kommandant einer separaten Division ernannt, welche aus der 18. Infanteriedivision, Wolynsker Ulanen, finnischen Dragonern und vier Kosakenregimentern bestand, die zunächst in der Nähe der Festung Wesel operierte und dann diese Festung blockierte.
Anfang Januar 1814 wurde Graf zum Befehlshaber der Kavallerie der verbündeten Nordarmee ernannt. Am 12. Januar überquerte er mit den ihm anvertrauten Regimentern den Rhein und beteiligte sich drei Wochen später am 2. Februar an der Erstürmung der Stadt Serot ? sowie an anderen militärischen Operationen.
Während er zusammen mit der Armee von Marschall Blücher operierte, nahm Graf an der Schlacht bei Craonne und Laon (9. und 10. März) teil. Danach operierte seine Reiterei gemeinsam mit dem Korps des preußischen General York und fügte den Franzosen beim Dorf Amles ? eine Niederlage zu, wobei er 41 Kanonen und mehr als 2.500 Gefangene einbrachte. Für diesen Erfolg wurde Graf mit dem Orden des Heiligen Alexander Newski ausgezeichnet. Infolge nahm er am 14. März an den Kämpfen in Saint-Dizier teil, seine Reiterei verfolgte die Franzosen nach Bar-sur-Aube und beteiligte sich an der Einnahme von Paris. Im August 1814 wurde er zum Chef des 2. Husaren-Division ernannt. Zur Zeit der Absetzung Napoleons befand sich Graf in der Suite des Zaren Alexander und kehrte erst am Ende des Wiener Kongresses zum aktiven Divisionskommando zurück.
Im zweiten Feldzug nach Frankreich im Frühjahr 1815 operierte seine Reiterei vor der Stadt Verdun. Nach dem Krieg befehligte er zuerst die litauische Ulanen-Division und ab 22. April 1819 die 1. Husaren-Division. Er beendete am 13. Juli 1819 den aktiven Dienst und ließ sich Ende diese Jahres auf seinem Landsitz bei Nowogrodek in der Provinz Minsk nieder, wo er zwölf Jahre lang das Leben eines friedlichen Landbesitzers führte. Während des polnischen Aufstands von 1830–31 war er mit der Organisation der Reserven betraut, die er im Bezirk Nowogrodek aufstellte. Für diesen Einsatz erhielt er den St. Alexander-Newski-Orden mit Diamanten. Er verbrachte den Rest seines Lebens auf seinem Landgut in Wsielub, wurde am 16. April 1841 noch ehrenhalber zum General der Kavallerie befördert und verstarb im März 1849.